# Xibam
|  | Per a altres significats, vegeu «Xibam (desambiguació)». |

Xibam (àrab: شبام, Xibām) és una ciutat del Iemen a l'Hadramaut, un punt on la vall del riu Hadramaut s'estreny. Es troba a 19,5 km de Seiyun. Fou un dels mercats més importants de la regió. La ciutat té avui dia uns set mil habitants.
La ciutat està formada per unes cinc-centes cases de certa altura, de color generalment blanc, estretes, que fan l'efecte de gratacels encara que només tenen 7 o 8 pisos i que donen a la ciutat el malnom de «Manhattan del desert»; aquesta mena d'edificis alts es van construir per protegir-se dels atacs beduïns al segle xvi, però les cases actuals són en la major part de més moderna construcció o reformades, si bé les reformes, per una llei no escrita, s'han de fer conservant exactament les mesures i disposicions de la casa anterior; la més destacada és la casa de Jarhum, del segle XVI; 45 de les 500 cases es troben actualment en període de restauració per evitar que desapareguin. Les primeres cases que es conserven es van construir el 1880, i el 1930 una casa de 30 metres arribava a valdre 30.000 dòlars (més deu mil del terreny), cosa que era una fortuna a Aràbia del sud i fins i tot a Europa.
El conjunt, sense barris perifèrics, sembla una fortalesa aïllada a pocs metres del llit del wadi Hadramaut (uns 30 metres); això la fa vulnerable a les inundacions, com la del 1532, que va destruir la ciutat; el material de construcció, argilós, no és tampoc adequat per les crescudes del riu.
La ciutat disposa de diverses mesquites, la principal del segle viii (753, porta el nom de Mesquita de Xibam); hi ha també un modern palau del segle xx.
Antiga ciutat fundada al segle ii, fou capital de l'Hadramaut el segle iii, quan es va separar del domini de Saba. El 1982, fou declarada per la UNESCO monument històric mundial per salvaguardar el seu model constructiu de torres estretes i altes amb finestres allargades, que li és tant característic.

## Història
La ciutat és esmentada ja als segles III i IV en inscripcions, quan fou conquerida pels himyarites amb la resta de l'Hadramaut. Sota els musulmans, va esdevenir d'hora un refugi d'ibadites (després de les derrotes d'aquests el 740) i durant tres segles va formar part probablement de l'imamat ibadita de l'Hadramaut, si bé certament no n'era la capital. Al segle x, els kindes ocupaven la part occidental de la província, però els hadramis ocupaven encara la part oriental; llavors, era una ciutat de certa importància, que tenia 30 mesquites (la meitat en ruïnes a causa dels atacs dels kindes).
Va ser dominada després feudalment per les dinasties iemenites: sulàyhides, aiúbides, rasúlides, tahírides, otomans i zaidites. El poder local a l'Hadramaut es va restablir al segle xv per part del soldà Ali ibn Umar, fundador de la dinastia Kathiri; però no fou fins al seu besnet Badr ibn Abd Allah, conegut com a Abu Tuwayrik (1496-1570) que, amb el suport de mercenaris turcs i yafis (les tribus de les muntanyes de Yafa o Yafi), va assegurar tot el país i va establir guarnicions de la seva gent als punts principals. Però a la seva mort, el 1570, el país es va fragmentar i, abans d'un segle, va caure en mans dels zaydites de Sanaa, que van dominar a Xibam fins al 1705. A l'inici del segle xviii, els kathiri van perdre tot el poder, que va quedar en mans de les tribus.
Però, el 1806/1807, un membre de la dinastia retornat d'Indonèsia, Djafar ibn Ali, va recuperar Xibam; la meitat de la ciutat fou adquirida el 1833 per un grup de la tribu dels yafis, a la qual el nou soldà kathiri, al-Mansur, del clan Al Isa, que governava l'altra meitat, se la va arrabassar; però, el 1849, la va retornar als quaiti (ara clan dirigent dels yafis) després d'una derrota dels kathiri. Xibam va restar repartit entre dos estats (Quati i Kathiri). Els quaitis (a vegades esmentats com a dinastia quàtida i els kathiri com a kathírides) estaven dirigits aleshores pel príncep Umar ibn Awad d'al-Katn, que havia fet fortuna com a mercenari al servei del nizam de l'estat d'Hyderabad i van dominar al-Shihr i Ghayl, mentre la residència principal dels kathiri era a Seiyun. Xibam va passar a control total dels quatis el 1858, i van acabar fundant un soldanat (1867), després posat sota protectorat britànic (tractats del 1882 i 1888); d'aquest soldanat, la ciutat de Xibam en va fer part. Els quati hi van conservar el poder fins al 1967, quan el sobirà va fugir, i els comunistes d'Aden van prendre el poder.